# Eva Roth Heege
Eva Roth Heege (* 1963 in Bern) ist eine Schweizer Kunsthistorikerin und Mittelalter- und Neuzeitarchäologin.

## Leben und Wirken

### Ausbildung
Eva Roth Heege absolvierte eine Ausbildung zur Kunsthistorikerin des Mittelalters und der Neuzeit an der Universität Bern. Im ersten Nebenfach studierte sie Architekturgeschichte und Denkmalpflege, im zweiten Nebenfach Geschichte des Mittelalters. 1994 schloss sie das Studium mit dem Lizentiat in Kunstgeschichte des Mittelalters bei Ellen Beer ab. Das Thema der Lizentiatsarbeit lautete «Spätgotische reliefierte Ofenkeramik in Bern. Herstellung und Motive». Die Arbeit wurde im selben Jahr veröffentlicht.

### Berufliches Wirken
Noch während ihres Studiums war Heege im Archäologischen Dienst des Kantons Bern als Teilzeit-Hilfskraft angestellt, wo sie unter anderem Grabungen leitete und Funde bearbeitete und archivierte. Nach dem Abschluss des Studiums im Jahre 1994 fungierte sie als wissenschaftliche Mitarbeiterin im Archäologischen Dienst des Kantons Bern. Im Rahmen dieser Tätigkeit war sie zuständig für die Auswertung mittelalterlicher Funde und die Grabungsleitung kleinerer örtlicher Ausgrabungen, unter anderem am Stadtplatz Aarberg. Hierzu publizierte sie unter anderem «Berns grosse Zeit»: Untersuchungen zu den Wohnbauten des 15. Jahrhunderts in der Stadt Bern.
1999 wechselte Roth Heege als wissenschaftliche Mitarbeiterin zur Stadtarchäologie des niedersächsischen Einbeck. Hier erfasste sie unter anderem die Ofenkeramikfunde von 1991 bis 2001 und publizierte zum Thema Einbeck im Mittelalter. Grundlagenarbeit, Aufarbeitung der Ofenkeramikfunde. Auch die Konzeption und Durchführung der Ausstellung «Einbeck, eine archäologische Spurensuche» im Städtischen Museum in Einbeck von Mai bis August 2002 fiel unter ihre Ägide.
Im Jahre 2001 wurde Roth Heege als stellvertretende Kantonsarchäologin und wissenschaftliche Mitarbeiterin in der Kantonsarchäologie Zug angestellt. Sie veröffentlichte in dieser Zeit unter anderem Burg Zug und begleitete diverse Publikationen. Sie leitete zudem eine Ausgrabung in der Rathausgasse 6/8, zu der sie auch publizierte. Ebenfalls führte sie Ausgrabungen in der Altstadt von Zug durch, zu denen sie wiederum Archäologie der Stadt Zug publizierte.
Seit 2013 ist sie ohne Unterbrechung Abteilungsleiterin «Inventare und Funde» und stellvertretende Kantonsarchäologin im Amt für Denkmalpflege und Archäologie.

### Forschungsschwerpunkte
Zu Eva Roth Heeges Forschungsschwerpunkten gehört die materielle Kultur. Besonderes Interesse besteht an der Erforschung der Ofenkeramik und der Kachelöfen. sowie des Töpferhandwerks und der Keramik in der Schweiz.

## Veröffentlichungen

### Artikel aus Zeitschriften
- mit Simon Maier, David Jecker, Christoph Rösch, Stephen Doswald, Eugen Jans: Vom mittelalterlichen Leben und einer geschminkten Nymphe. Archäologische Untersuchungen in der «Fischerstube» (Unteraltstadt 12) in Zug. In: Tugium. 35, 2019, S. 139–178.
- A Potter’s workshop from the Renaissance Period at Zug. Swiss Faience Production in the Second Half of the 16th Century. In: Gabriela Blažková, Kristýna Matějková (Hrsg.): Europa Postmediaevali 2018. Post-medieval pottery between (its) borders. Gloucester 2019, S. 25–34.
- mit Anette JeanRichard, Armin Thürig, Stephen Doswald, Marquita Volken: Aus zwei mach eins. Resultate der bauarchäologischen Untersuchung im ehemaligen Restaurant «zur Taube» in Zug. In: Tugium. 34, 2018, S. 103–116.
- Internationales aus der Zentralschweiz. Eine Renaissance-Töpferei in der Zuger Altstadt. In: Globalisierung (= Mitteilungen der Deutschen Gesellschaft für Archäologie des Mittelalters und der Neuzeit. 30). 2017, S. 215–220.
- mit Anette JeanRichard, Stefan Hochuli, Stephen Doswald, Eckhard Deschler-Erb: Die archäologische Prospektion «Morgarten 2015». In: Mittelalter – Moyen Age – Medioevo – Temp medieval. Zeitschrift des Schweizerischen Burgenvereins. 22. Jg., 3, 2017, S. 87–142.
- Andreas Heege, Eva Roth Heege: Spätgotische Ofenkacheln aus dem Burgdorfer Schloss. In: Burgdorfer Jahrbuch 2008. S. 9–20.
- Tonpfeifen des 17.–19. Jahrhunderts im Kanton Zug (Schweiz). In: Knasterkopf. Fachzeitschrift für Tonpfeifen und historischen Tabakgenuss. Band 19. 2007, S. 100–115.
- Aus der Frühzeit des Tabakrauchens. Tonpfeifen des 17.–19. Jahrhunderts im Kanton Zug. In: Tugium. Jahrbuch des Staatsarchivs des Kantons Zug, des Amtes für Denkmalpflege und Archäologie, des Kantonalen Museums für Urgeschichte Zug und der Burg Zug. Band 22. 2006, S. 75–94.
- Zeugen spätgotischer Kachelöfen in Zug. In: Mittelalter – Moyen Age – Medioevo – Temp medieval. Zeitschrift des Schweizerischen Burgenvereins. 10. Jg. 2, 2005, S. 60, 61.
- Vom Wohnhaus zum Rathaus? Ergebnisse der archäologischen und bauhistorischen Untersuchungen im Haus Rathausstrasse 6/8 in Baar. In: Tugium. Jahrbuch des Staatsarchivs des Kantons Zug, des Amtes für Denkmalpflege und Archäologie, des Kantonalen Museums für Urgeschichte Zug und des Museums in der Burg. Band 20. 2004, S. 91–118.
- Die Funde vom Stadtplatz in Aarberg. In: Archäologie im Kanton Bern. Band 5A, Bern 2004, S. 163–272.
- Spätromanische Bodenplatten aus der Burgruine Strassberg bei Büren a. A. In: Archäologie im Kanton Bern. Band 5B. Bern 2004, S. 463–470.
- Die Funde aus dem Schloss Nidau (Ausgrabungen 1985–1987). In: Archäologie im Kanton Bern. Band 5B. Bern 2004, S. 591–640.
- mit Andreas Heege: Der «Hörner-Ofen» aus Einbeck. Ein 1540 beim Stadtbrand zerstörter Kachelofen aus der Hohen Münsterstraße 24. In: Nearchos. 12, Innsbruck 2003, S. 331–348.
- Drei spätmittelalterliche Waffenfunde aus dem Zugersee. In: Tugium. Jahrbuch des Staatsarchivs des Kantons Zug, des Amtes für Denkmalpflege und Archäologie, des Kantonalen Museums für Urgeschichte Zug und des Museums in der Burg. Band 19. 2003, S. 89–94.
- Fromm und wohlhabend. Auswertung der archäologischen Funde aus dem Haus Grabenstrasse 3 in Zug. In: Tugium. Jahrbuch des Staatsarchivs des Kantons Zug, des Amtes für Denkmalpflege und Archäologie, des Kantonalen Museums für Urgeschichte Zug und des Museums in der Burg. Band 19. 2003, S. 95–110.
- mit Andreas Heege, Christa Meiborg: Ofenlehm und Napfkacheln. Ein ungewöhnlicher Kachelofen des 15. Jahrhunderts aus dem Marburger Schloss. In: Zeitschrift für Archäologie des Mittelalters. 31. Jg., 2003, S. 95–114.
- Der «Hörner-Ofen» aus Einbeck. In: Archäologie in Niedersachsen. Band 5. Oldenburg 2002, S. 95–97.
- Bernische Kachelöfen im späten Mittelalter. In: Keramos. 171, 2001, S. 73–100.
- Qualités et propriétés de la céramique de poêle bernoise du Moyen Âge tardif. In: Archéologie du poêl en céramique du haut moyen âge à l’époque moderne. In: Revue Archéologique de l’Est. Dijon 2000, S. 43–50.
- Ein bernischer Fayence-Kachelofen aus dem Jahr 1518. In: Kunst und Architektur in der Schweiz. 50. Jg., Heft 2, 1999, S. 22–32.
- mit Daniel Gutscher: Buchholterberg, Heimenschwand. Die archäologischen Untersuchungen am Bauernhaus Nr. 29 im Bätterich 1991. In: Archäologie im Kanton Bern. Band 4B. Bern 1999, S. 213–234.
- mit Daniel Gutscher: Burgdorf, Kindergarten Kronenhalde. Funde aus dem Stadtgraben 1991. In: Archäologie im Kanton Bern. Band 4B. Bern 1999, S. 251–270.
- mit Daniel Gutscher: Thun, Obere Hauptgasse 6/8. Die Funde der Rettungsgrabungen von 1989. In: Archäologie im Kanton Bern. Band 4B. Bern 1999, S. 293–320.

### Artikel aus Büchern
- Spätmittelalterliche und neuzeitliche Keramikkomplexe im Kanton Zug. In: Die Schweiz von 1350 bis 1850 im Spiegel archäologischer Quellen. Akten des Kolloquiums Bern, 25.–26. Januar 2018, Basel 2018, S. 309–324.
- Az európai cserépkályhák korai története – Vázlat. In: Szívmelengetö középkor, Kályhák és kályhacsemék a középkori Magyarországon, 14.–16. század, Kiállítási katalógus, Budapesti Történeti Múzeum, Vármúzeum 2018. Április 11 – szeptember 2. Budapest 2018, S. 33–40.
- Kachelöfen in der Schweiz, Dekore und Formen von 1500 bis 1850 – Kachlová kamna ve Švýcarsku, deory a formy v období ler 1500 až 1850. In: Jitka Šrejberová (Hrsg.), Kachle a Kachlová kamna – Ofenkacheln und Kachelöfen, Sborník příspěvků z mezinárodní konferende k výstavě Svět kachlový kamen, Oblastní muzeum v Mostě, 19.–20. Dubna 2018. Sammelband der Beiträge der internationalen Konferenz zur Ausstellung «Die Welt der Kachelöfen». Regionales Museum in Most, 19.–20. April 2018, S. 26–39.
- Evropská kachlová kamna od svých počátů až do doby baroka – skica. In: Svět Kachlových kamen, Kachle a kachlová kamna severozápadních Čech. Most 2017, S. 12–19.
- Andreas Heege – ein Forscher mit vielen Facetten. In: Christoph Rinne, Jochen Reinhard, Eva Roth Heege, Stefan Teuber (Hrsg.): Vom Bodenfund zum Buch, Archäologie durch die Zeiten. Festschrift für Andreas Heege, Bonn 2017, S. 19–26.
- mit Gisela Thierrin-Michael: Oberaltstadt 3/4. Eine Töpferei des 16. Jahrhunderts und die Geschichte der Häuser. In: Archäologie der Stadt Zug. Band 2: Kunstgeschichte und Archäologie im Kanton Zug. 6.2, Zug 2016, S. 13–156.
- Heizsysteme und Herdstellen. Die Schweiz vom Paläolithikum bis zum Mittelalter, SPM VII, Archäologie der Zeit von 800–1350. Basel 2014, S. 136–143.
- mit Lotti Frascoli, Annamaria Matter, Maria Isabella Angelino, Michelle Jogiun Regelin: Gefäss und Ofenkacheln zwischen 800 und 1350 – unterschiedliche Gefässe, unterschiedliche Materialien. In: Die Schweiz vom Paläolithikum bis zum Mittelalter. Vom Neandertaler bis zur Reformation, SPM VII, Archäologie der Zeit von 800–1350. Basel 2014, S. 249–286.
- Fundübersicht: die stratifizierten Funde aus den drei Querschnitten durch die Zuger Altstadt. In: Adriano Boschetti-Maradi: Archäologie der Stadt Zug (= Kunstgeschichte und Archäologie im Kanton Zug. 6.1). Zug 2012, S. 62–65.
- mit Gisela Thierrin-Michael: Frühneuzeitliche Hafnerei in Zug (Schweiz). Archäologische und Archäometrische Untersuchungen. In: Sabine Felgenhauer-Schmiedt, Nikolaus Hofer, Karin Kühtreiber u. a.: Keramik und Technik. Tagung Mautern an der Donau, 20. bis 25. September 2010 (= Beiträge zur Mittelalterarchäologie in Österreich. 27). Wien 2011, S. 53–64.
- Referenzkomplexe der Zentralschweiz. In: Schweizerische Arbeitsgemeinschaft für die Archäologie des Mittelalters und der Neuzeit (SAM Archäologie Schweiz AS), Schweizerischer Burgenverein (SBV): Siedlungsbefunde und Fundkomplexe der Zeit zwischen 800 und 1350. Akten des Kolloquiums zur Mittelalterarchäologie in der Schweiz. Frauenfeld, 28.–29. Oktober 2010. Basel 2011, S. 375–397.
- Zwischen Tradition und Innovation, Kachelöfen der Schweiz, 15.–17. Jahrhundert. In: Barbara Scholkmann et al. (Hrsg.): Zwischen Tradition und Wandel. Archäologie des 15. und des 16. Jahrhunderts (= Tübinger Forschungen zur historischen Archäologie). Tübingen 2009, S. 291–304.
- Beiträge zu den Funden. In: Peter Eggenberger, Thomas Glauser, Toni Hofmann: Mittelalterliche Kirchen und die Entstehung der Pfarreien im Kanton Zug (= Kunstgeschichte und Archäologie im Kanton Zug. 5). 2008.
- Leitfaden zur Ofenkeramik. Ein Werkstattbericht zur Kacheltypologie und Kachelterminologie im deutschsprachigen Raum. In: Ralph Mennicken, Hans-Werner Peine, Sally Schöne u. a. (Hrsg.): 40 Jahre Keramikforschung. Rückblick – Stand der Forschung – Ausblick. Tagungsband des 40. Internationalen Hafnereisymposiums Obernzell 2007. Obernzell 2008, S. 61–63.
- Früh- und hochmittelalterliche Fischfanganlagen am Zugersee: Ergebnisse der Rettungsgrabungen Sumpfstrasse West 1998/99. In: Brigitte Röder, Renata Huber: Archäologie in Steinhausen «Sennweid» (Kanton Zug). Ergebnisse der Untersuchungen von 1942 bis 2000. In: Antiqua. 41, Basel 2007, S. 181–193, 331, 341–344.
- Konfession und keramische Bilderwelt, oder: Spiegeln sich in der Ofenkeramik des 16. Jahrhunderts im schweizerischen Mittelland Einflüsse der Reformation und der Gegenreformation? In: Carola Jäggi, Jörn Staecker (Hrsg.): Archäologie der Reformation. Studien zu den Auswirkungen des Konfessionswechsels auf die materielle Kultur (= Arbeiten zur Kirchengeschichte. Band 104). Berlin / New York 2007, S. 369–397.
- 8.–25. Juni 1352: Die Eidgenossen erobern die Burg in Zug (CH). Historische und archäologische Überlieferung. In: Historisches Ereignis und archäologischer Befund (= Mitteilungen der Deutschen Gesellschaft für Archäologie des Mittelalters und der Neuzeit. 16). 2005, S. 81.
- Wärme und Gemütlichkeit. In: Berns mutige Zeit. Das 14. Jahrhundert neu entdeckt. Bern 2003, S. 293–296.
- Glashäfen und Schmelztiegel. In: Die Burg Zug. Archäologie – Baugeschichte – Restaurierung (= Schweizer Beiträge zur Kulturgeschichte und Archäologie des Mittelalters. Band 28). Zug 2003, S. 417–418.
- Hinterm Ofen ist es warm. Selbst in der kleinsten Stube. Eisenöfen mit irdenen Bildwerken. In: Andreas Heege: Einbeck im Mittelalter. Eine archäologisch-historische Spurensuche (= Studien zur Einbecker Geschichte. 17). Oldenburg 2002, S. 211–230.
- Ofenlehm und Kachelofen. Zur technischen und künstlerischen Entwicklung des Ofens anhand von Beispielen aus Aarberg, Einbeck und Marburg. In: Centre Region Periphery. Medieval Europe in Basel, Hertingen 2002, S. 345–350.
- Early majolica production in Switzerland: A stove dated 1518 from Holligen castle in Bern. In: Johan Veekman (Hrsg.): Majolica and glass from Italy to Antwerp and beyond. Antwerpen 2002, S. 481–486.
- Ofenlehm: Baustoff oder Zierde? Der Kachelofen aus der Hohen Münsterstrasse 24 in Einbeck, Niedersachsen. In: Von der Feuerstelle zum Kachelofen, Heizanlagen und Ofenkeramik vom Mittelalter bis zur Neuzeit (= Stralsunder Beiträge zur Archäologie, Geschichte, Kunst und Volkskunde in Vorpommern. Band III). 2001, S. 14–21.
- Aller Anfang ist schwer. Ein Fayenceofen von 1518 aus Schloss Holligen in Bern. In: Keramische Produktion zwischen Handwerk und Industrie, Alltag – Souvenir – Technik. Beiträge zum 31. Internationalen Hafnerei-Symposion des Arbeitskreises für Keramikforschung in Bamberg vom 28. September bis 4. Oktober 1998 (= Bamberger Beiträge zur Volkskunde. Bd. 7, hrsg. von Bärbel Kerkhoff-Hader, Werner Endres). Hildburghausen 1999, S. 291–304.
- Funde berichten vom Leben in der mittelalterlichen Stadt. In: Aarberg. Portrait einer Kleinstadt. Aarberg 1999, S. 102–113.
- «Wie man nach der brunst buwen sol». Städtische Wohnbauten im spätmittelalterlichen Bern. In: Berns grosse Zeit. Das 15. Jahrhundert neu entdeckt. Bern 1999, S. 161–172.
- Der Kachelofen – ein Prestigeobjekt. In: Berns grosse Zeit. Das 15. Jahrhundert neu entdeckt. Bern 1999, S. 170.
- Der Hausrat im spätmittelalterlichen Bern. In: Berns grosse Zeit. Das 15. Jahrhundert neu entdeckt. Bern 1999, S. 172.
- Archäologische Hinweise auf städtische Gewerbe. In: Berns grosse Zeit. Das 15. Jahrhundert neu entdeckt. Bern 1999, S. 220–226.
- Bernische Ofenkeramik als Spiegel künstlerischen Austausches. In: Berns grosse Zeit. Das 15. Jahrhundert neu entdeckt. Bern 1999, S. 416.
- Ofen und Wohnkultur. In: Guy de Boe, Frans Verhaeghe (Hrsg.): Material Culture in Medieval Europe. Papers of the «Medieval Europe Brugge 1997» Conference, Vol. 7. Zellik 1997, S. 471–483.

### Bücher
- Ofenkeramik und Kachelofen. Typologie, Terminologie und Rekonstruktion im deutschsprachigen Raum (CH, D, A, FL), mit einem Glossar in siebzehn Sprachen (= Schweizer Beiträge zur Kulturgeschichte und Archäologie des Mittelalters. 39). Basel 2012.
- Der Töpferofen im Haus Oberaltstadt 3 in Zug CH. In: Andreas Heege: Töpferöfen – Pottery kilns – fours de pôtiers. Die Erforschung frühmittelalterlicher bis neuzeitlicher Töpferöfen (6.–20. Jahrhundert) in Belgien, den Niederlanden, Deutschland, Österreich und der Schweiz (= Basler Hefte zur Archäologie. Band 4). Basel 2007, S. 291–297.
- mit René Buschor, Daniel Gutscher: Spätmittelalterliche reliefierte Ofenkeramik in Bern. Herstellung und Motive (= Schriftenreihe der Erziehungsdirektion des Kantons Bern. Hrsg. vom Archäologischen Dienst des Kantons Bern). Bern 1994.